# 25e Grammy Awards
De 25e editie van de jaarlijkse Grammy Awards uitreiking vond plaats op 23 februari 1983 in het Shrine Auditorium in Los Angeles. De ceremonie werd live uitgezonden door de Amerikaanse tv-zender CBS en werd, net als het jaar ervoor, gepresenteerd door John Denver.
De avond werd een triomf voor de band Toto, die tot dan toe nog nooit een Grammy had gewonnen (wel was de groep in 1978 genomineerd voor beste nieuwe artiest). De band won drie Grammy's (Record of the Year voor Rosanna, Album of the Year voor Toto IV en voor Producer of the Year), terwijl een aantal bandleden nog een paar individuele Grammy's won: Steve Lukather in de categorie Best R&B Song, David Paich in twee categorieën voor beste arrangement en Jeff Porcaro die één arrangeurs-Grammy mee naar huis nam. (Het winnende arrangement was voor Rosanna). Voor Paich was dit een bijzondere overwinning, omdat hij concurrentie had van zijn vader Marty Paich die eveneens genomineerd was. Bovendien wonnen de technici op Toto IV een Grammy.
Daarmee was David Paich de meest succesvolle winnaar van de avond, met in totaal vijf Grammy's. Steve Lukather en Jeff Porcaro volgden met vier. In totaal wonnen de leden van Toto (individueel of als band) en het album Toto IV in zeven categorieën een prijs.
Eveneens succesvol was John Williams. Niet alleen won hij voor de zesde keer op rij een Grammy voor beste filmsoundtrack, hij kreeg ook nog eens Grammy's voor de beste instrumentale compositie en voor het beste instrumentale arrangement. Alle drie de prijzen waren voor de muziek uit E.T., de succesfilm van 1982. Zijn carrièretotaal kwam daarmee op veertien Grammy Awards.
Over het algemeen had de Grammy-uitreiking van 1983 nogal een retro-uitstraling, want heel wat oudgedienden wonnen opnieuw, of ze wonnen eindelijk hun eerste Grammy's. Onder die laatste categorie vielen onder meer Sarah Vaughan, Mel Torme en  Marvin Gaye. Zij waren voor het eerst genomineerd in respectievelijk 1959, 1962 en 1967, maar hadden al die tijd nooit een Grammy gewonnen. Voor Marvin Gaye leverde de avond zelfs twee Grammy's op, beide voor Sexual Healing. Merkwaardig genoeg was een van de twee Grammy's voor beste instrumentale plaat, voor de instrumentale versie van zijn come-backhit.
Van de mensen die al eens hadden gewonnen, waren enkelen al heel ervaren. Richard Pryor won voor de vijfde keer op rij de beste comedy-categorie, terwijl Pat Benatar voor de derde keer op rij werd uitgeroepen tot beste rockzangeres. Dirigent Georg Solti won zijn 19e prijs, zangeres Leontyne Price haar 12e.
Zelfs de winnaar in de categorie Song of the Year was een oudgediende. Het nummer Always On My Mind was in 1972 al een hit geweest voor Elvis Presley, maar een coverversie van Willie Nelson zorgde ervoor dat het nummer kon worden uitgeroepen tot Song of the Year van het jaar 1982. Het liedje won ook nog in de categorieën voor beste countrysong en beste country-uitvoering.
Pianist Glenn Gould won twee postume Grammy's; hij was in oktober 1982 overleden. Hij won beide Grammy's voor zijn album Bach: The Goldberg Variations.
Grote verliezers waren Paul McCartney en Stevie Wonder, die beiden zeven keer waren genomineerd. Uiteindelijk wonnen ze helemaal niets.

## Winnaars

### Algemeen
- Record of the Year
  - "Rosanna" - Toto (uitvoerenden en producers)
- Album of the Year
  - "Toto IV" - Toto (uitvoerenden en producers)
- Song of the Year
  - Johnny Christopher, Mark James & Wayne Carson (componisten) voor "Always on my mind" (uitvoerende: Willie Nelson)
- Best New Artist
  - Men at Work

### Pop
- Best Pop Vocal Performance (zangeres)
  - "You should hear how she talks about you" - Melissa Manchester
- Best Pop Vocal Performance (zanger)
  - "Truly" - Lionel Richie
- Best Pop Vocal Performance (duo/groep)
  - "Up where we belong" - Joe Cocker & Jennifer Warnes
- Best Pop Instrumental Performance
  - "Chariots of Fire Theme (Dance Version)" - Ernie Watts

### Country
- Best Country Vocal Performance (zangeres)
  - "Break it to me gently" - Juice Newton
- Best Country Vocal Performance (zanger)
  - "Always on my mind" - Willie Nelson
- Best Country Vocal Performance (duo/groep)
  - "Mountain music" - Alabama
- Best Country Instrumental Performance
  - "Alabama Jubilee" - Roy Clark
- Best Country Song
  - Johnny Christopher, Mark James & Wayne Carson (componisten) voor "Always on my mind" (uitvoerende: Willie Nelson)

### R&B
- Best R&B Vocal Performance (zangeres)
  - "And I'm telling you (I'm not going)" - Jennifer Holliday
- Best R&B Vocal Perfomance (zanger)
  - "Sexual Healing" -  Marvin Gaye
- Best R&B Vocal Performance (duo/groep)
  - "Let it whip" - The Dazz Band

en
- - "Wanna be with you" - Earth Wind & Fire
- Best R&B Instrumental Performance
  - "Sexual Healing(Instrumental Version)" -  Marvin Gaye
- Best R&B Song
  - Bill Champlin, Jay Graydon & Steve Lukather (componisten) voor "Turn your love around" (uitvoerende: George Benson)

### Rock
- Best Rock Vocal Performance (zangeres)
  - "Shadows of the night" - Pat Benatar
- Best Rock Vocal Performance (zanger)
  - "Hurts so good" - John Cougar Mellencamp
- Best Rock Vocal Performance (duo/groep)
  - "Eye of the Tiger" - Survivor
- Best Rock Instrumental Performance
  - "DNA" - A Flock of Seagulls

### Blues
- Best Traditional Blues Recording
  - "Alright Again" - Clarence "Gatemouth" Brown

### Folk/Traditioneel
- Best Ethnic or Traditional Recording
  - "Queen Ida & the Bon Temps Zydeco Band on tour" - Queen Ida

### Latin
- Best Latin Recording
  - "Machito & his Salsa Big Band '82" - Machita

### Gospel
- Best Gospel Performance (traditioneel)
  - "I'm Following You" - Blackwood Brothers
- Best Gospel Performance (modern)
  - "Age to Age" - Amy Grant
- Best Soul Gospel Performance (traditioneel)
  - "Precious Lord" - Al Green
- Best Soul Gospel Performance (modern)
  - "Higher Plane" - Al Green
- Best Inspirational Performance (religieus)
  - "He Set My Life to Music" - Barbara Mandrell

### Jazz
- Best Jazz Vocal Performance (zangeres)
  - "Gershwin Live!" - Sarah Vaughan
- Best Jazz Vocal Performance (zanger)
  - "An Evening with George Shearing & Mel Tormé" - Mel Torme
- Best Jazz Vocal Performance (duo/groep) 
  - "Route 66" - Manhattan Transfer
- Best Jazz Instrumental Performance (solist)
  - "We Want Miles" - Miles Davis
- Best Jazz Instrumental Performance (groep)
  - "More Live" - Phil Woods
- Best Jazz Instrumental Performance (big band)
  - "Warm Breeze" - Count Basie
- Best Jazz Fusion Performance
  - "Offramp" - Pat Metheny Group

### Klassieke muziek
Vetgedrukte namen ontvingen een Grammy. Overige uitvoerenden, zoals orkesten, solisten e.d., die niet in aanmerking kwamen voor een Grammy, staan in kleine letters vermeld.
- Best Orchestral Performance
  - "Mahler: Symphony No. 7 in E Min. (Song of the Night)" - James Levine (dirigent), Jay David Saks & Thomas Z. Shepard (producers)
  - Chicago Symphony Orchestra, orkest
- Best Classical Vocal Soloist Performance (klassieke zanger[es])
  - "Verdi: Arias (Leontyne Price Sings Verdi)" - Leontyne Price
  - Israel Philharmonic Orchestra o.l.v. Zubin Mehta
- Best Opera Recording
  - "Wagner: Der Ring des Nibelungen" - Donald McIntyre, Gwyneth Jones, Heinz Zednik, Hermann Becht, Jeannine Altmeyer, Manfred Jung, Matti Salminen, Ortrun Wenkel, Peter Hofmann & Siegfried Jerusalem (solisten); Pierre Boulez (dirigent); Andrew Kazdin (producer)
  - Bayreuth Festival Orchestra, orkest
- Best Choral Performance (koor)
  - "Berlioz: La Damnation de Faust" - Margaret Hills (koordirigente); Georg Solti (dirigent)
  - Chicago Symphony Orchestra & Chorus, orkest & koor
- Best Classical Performance (instrumentale solist met orkestbegeleiding)
  - "Elgar: Violin Concerto in B Minor" - Itzhak Perlman
  - Chicago Symphony Orchestra o.l.v. Daniel Barenboim
- Best Classical Performance (instrumentale solist zonder orkestbegeleiding)
  - "Bach: The Goldberg Variations" - Glenn Gould
- Best Chamber Music Performance (kamermuziek)
  - "Brahms: The Sonatas for Clarinet & Piano, Op. 120" - Richard Goode & Richard Stoltzman
- Best Classical Album
  - "Bach: The Goldberg Variations" - Samuel H. Carter (producer); Glenn Gould (solist)

### Comedy
- Best Comedy Recording
  - "Live on the Sunset Strip" - Richard Pryor

### Composing & Arranging (compositie & arrangementen)
- Best Instrumental Composition
  - "Flying - Theme from E.T. The Extra Terrestrial" - John Williams
- Best Album of Original Score Written for a Motion Picture or Television Special (Beste film- of tv-soundtrack)
  - "E.T. - The Extra Terrestrial" - John Williams
- Best Arrangement on an Instrumental Recording (Beste instrumentale arrangement)
  - John Williams (arrangeur) voor Flying - Theme from E.T. The Extra Terrestrial, uitvoerende: John Williams
- Best Instrumental Arrangement Accompanying Vocal(s) (Beste instrumentale arrangement voor zangbegeleiding)
  - Jerry Hey, David Paich  & Jeff Porcaro (arrangeurs) voor Rosanna (uitvoerenden: Toto
- Best Vocal Arrangement for Two or More Voices (Beste zangarrangement)
  - David Paich (arrangeur) voor Rosanna, uitvoerenden: Toto

### Kinderrepertoire
- Best Recording for Children
  - "In Harmony 2" - David Levine & Lucy Simon (producers), uitgevoerd door diverse artiesten

### Musical
- Best Cast Show Album
  - "Dreamgirls" - Henry Krieger (componist), Tom Eyen (tekstschrijver), David Foster (producer)

### Hoezen
- Best Album Package
  - John Kosh & Ron Larson (ontwerpers) voor Get Closer (uitvoerende: Linda Ronstadt)
- Best Album Notes (Beste hoestekst)
  - John Chilton & Richard M. Sudhalter (schrijvers) voor Bunny Berigan - Giants of Jazz (uitvoerende: Bunny Berigan)

### Production & Engineering (Productie & Techniek)
- Best Engineered Recording, Non-Classical (Beste techniek op een niet-klassiek album)
  - Al Schmitt, David Leonard, Greg Ladanyi & Tom Knox  (technici) voor Toto IV (uitvoerenden: Toto
- Best Engineered Classical Recording, Classical (Beste techniek op een klassiek album)
  - Paul Goodman (technicus) voor Mahler: Symphony No. 7 In E Minor (Song Of The Night) (uitvoerenden: Chicago Symphony Orchestra o.l.v. James Levine
- Producer of the Year
  - Toto
- Classical Producer of the Year
  - Robert Woods

### Gesproken Woord
- Best Spoken Word, Documentary or Drama Recording
  - "Raiders of the Lost Ark - The Movie on Record" - Tom Voegeli (producer)

### Historisch
- Best Historical Album
  - "The Tommy Dorsey/Frank Sinatra Sessions - Vols. 1, 2 & 3" - Alan Dell, Don Wardell & Ethel Gabriel (producers)

### Video
- Best Video of the Year
  - "Olivia Physical" - Olivia Newton-John